# Dicranota (Dicranota) tetonicola
Dicranota (Dicranota) tetonicola is een tweevleugelige uit de familie Pediciidae. De soort komt voor in het Nearctisch gebied.